# Golar Nanook
Golar Nanook  – плавуча установка з регазифікації та зберігання зрідженого природного газу (Floating storage and regasification unit, FSRU), споруджена для норвезької компанії Golar.

## Загальна інформація
Станом на кінець 2010-х років Golar стала другою в світі (після Excelerate Energy зі штаб-квартирою в Техасі) за розмірами свого флоту FSRU. Golar Nanook стало її восьмим судном цього типу.
Судно створили в 2018 році на південнокорейській верфі компанії Samsung Heavy Industries у Кодже.
Розміщена на борту регазифікаційна установка здатна видавати 20,5 млн м3 на добу (7,5 млрд м3 на рік), а зберігання ЗПГ відбувається у резервуарах загальним об’ємом 170 000 м3. За необхідності, судно може використовуватись як звичайний ЗПГ-танкер.

## Служба судна
Починаючи з 2020 року Golar Nanook працює на бразильському терміналі біля узбережжя штату Сержипі у відповідності до укладеного на 25 років фрахту.